# Cazú Zegers
María del Carmen Zegers García (1958) és una arquitecta xilena que va obtenir la Menció Honorable del Premi ArcVision el 2016.

## Trajectòria
Es va graduar d'arquitecta el 1984 a la Universitat Catòlica de Valparaíso. Des de 1977 va emprendre una sèrie de viatges de coneixement i estudi, en els quals va recórrer Equador, Perú, Panamà, Guatemala, Terra del Foc, l'altiplà andí, les illes del Pacífic i el Carib, Mèxic, Estats Units, Europa, Índia, Nepal i recentment Xina.
Entre 1987 i 1988, va treballar i va estudiar a Nova York en The Parsons School of Design (1987 -1988). Va tornar a Xile i va obrir el seu estudi el 1990.
Es dedica al lliure exercici de la professió, treballant totes les escales des de la planificació urbana, la gestió cultural i territorial, els projectes d'arquitectura fins al disseny de llums i mobiliari. La seva obra destaca per la recerca de noves formes arquitectòniques generades a partir de la relació poesia-arquitectura. És l'autora del premiat Hotel Tierra Patagonia.

## Pensament
Des dels seus estudis a la Universitat, Zegers va construir una manera d'abordar el disseny a partir del territori americà, de la poesia, les travessies i el mètode d'observació. Aquest vincle amb el territori també és aprofundit des d'altres àrees. La geopoesia ha estat un camp de recerca constant, la qual cosa la porta a formar i dirigir el Centre d'Estudis Geopoètics en el qual desenvolupa projectes de recerca i de curadoria en diversos camps artístics.
La seva plataforma de treball és el Grup AIRA (Art, Imaginació, Rigor, Amor), en què desenvolupa una manera de construcció transversal per obrir diàleg entre els oficis.
Les reflexions que Zegers realitza han estat bolcades en nombroses conferències i articles, com així també en la docència universitària a l'Escola d'Arquitectura de la Universitat de Talca, a la Pontifícia Universitat Catòlica i a la Universitat del Desenvolupament on els seus alumnes van obtenir esments honrosos l'any 2012 i després, primer i segon lloc l'any 2013.
Per a Zegers les arquitectes tenen una mirada diferent a la dels arquitectes:

## Obres
Zegers dissenya habitatges on treballa la fusta des de tècniques ancestrals i recicla l'arquitectura vernacla.
La Casa Taller Cubo, encàrrec del pintor Alfredo Echazarreta, un lloc al món on descansar i treballar en les seves pintures de gran format.
Allí construeix a més la Casa Cubo, la Casa del Silencio, la Casa Cáscara, Casa Te A1 i la Casa Granero.
El 2011 va realitzar l'Hotel Tierra Patagonia (Hotel del Viento), on va desenvolupar un llenguatge contemporani per a la fusta corbada en una obra de gran magnitud. L'edifici decanta la cerca de noves formes generades amb la relació entre poesia i arquitectura al territori americà que Zegers explora des dels inicis de la seva carrera.
La seva obra està compilada en dos llibres: Carpinterías i Prototipos en el territorio.

## Reconeixements
El 1993 va obtenir el Gran Premi Llatinoamericà d'Arquitectura en la Biennal de Buenos Aires per la casa Cala.
El 2013, l'Hotel Tierra Patagonia va obtenir el premi Travel + Leisure com a millor Resort i el premi de Wallpaper al millor hotel de disseny de l'any.
El 2016 va ser reconeguda pel Premi ArcVision amb esment honorable.